# Kitchen Impossible/Staffel 4
Die Folgen der von VOX ausgestrahlten vierten Staffel Kitchen Impossible wurden seit dem 3. Februar 2019 im regulären TV gesendet.

## Produktion und Ausstrahlung
Faktisch handelt es sich um die erste Staffel seit der ersten, bei der Tim Mälzer als Duellant in allen Folgen gesetzt ist (faktisch, da das für Staffel 2 gedrehte Duell zwischen Roland Trettl und Peter Maria Schnurr erst in Staffel 3 ausgestrahlt wurde). Die reguläre Erstausstrahlung der Folgen erfolgte vom 3. Februar 2019, beginnend mit dem Duell Mälzers mit Ali Güngörmüş, bis zum 17. März 2019, abschließend mit Mälzers abermaligem Aufeinandertreffen mit Tim Raue, angeschlossen von einer Wiederholungsfolge aus Staffel 3 in der darauffolgenden Woche.
Erstmals waren die Folgen bereits in der Woche vor TV-Ausstrahlung bei TVNOW abrufbar.

## Duellanten

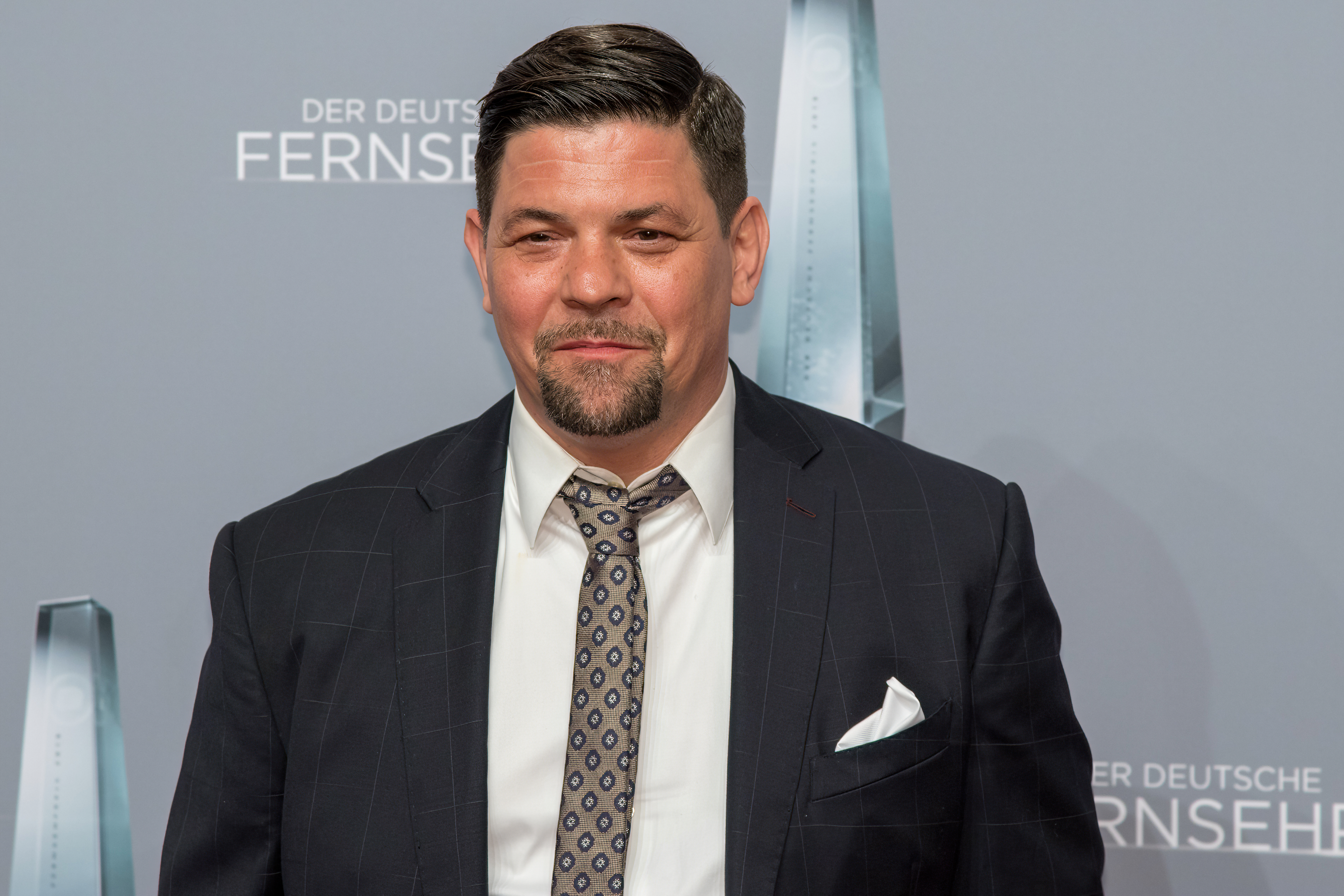
Tim Mälzer

Als Gegner Mälzers wurden Ali Güngörmüş, Lukas Mraz und Max Stiegl benannt, ebenso wie Max Strohe und erneut Tim Raue. Außerdem wurden Klaus Erfort und Tanja Grandits als Gegner angekündigt. Ex-Kontrahent The Duc Ngo aus Staffel 3 war erneut zu sehen. Während dieser in der damaligen Episode von Mälzer zu Max Stiegl geschickt wurde, war es nun Letzterer, der bei diesem seine Herausforderung meistern musste. Zudem waren Stiegl und Mraz, wie auch Ngo, bereits zuvor im Jahr 2018 in der Sendung Knife Fight Club zu sehen, in welcher Raue und Mälzer als Juroren fungierten und welche im Restaurant Bullerei von Letzterem gedreht wurde.

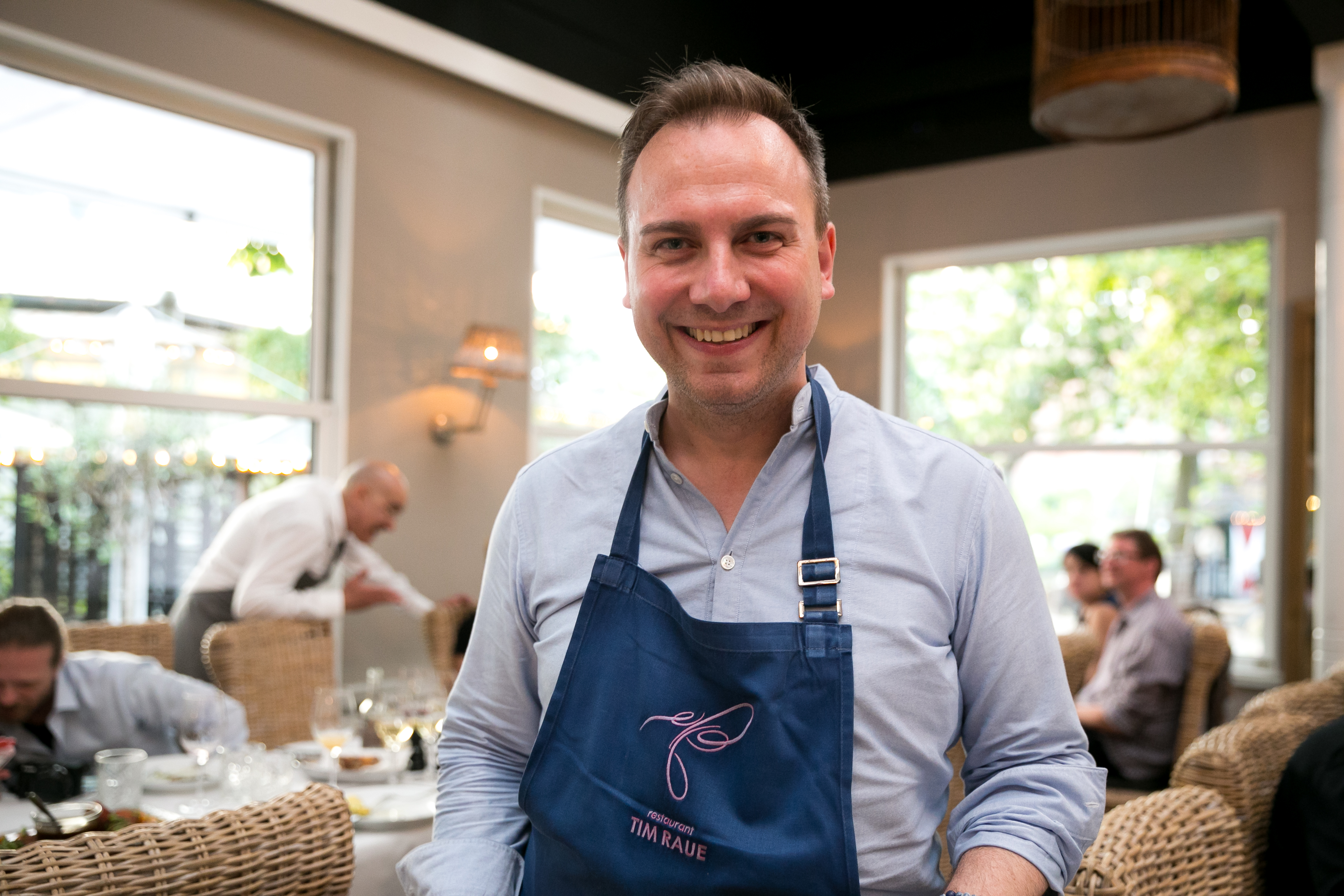
Tim Raue
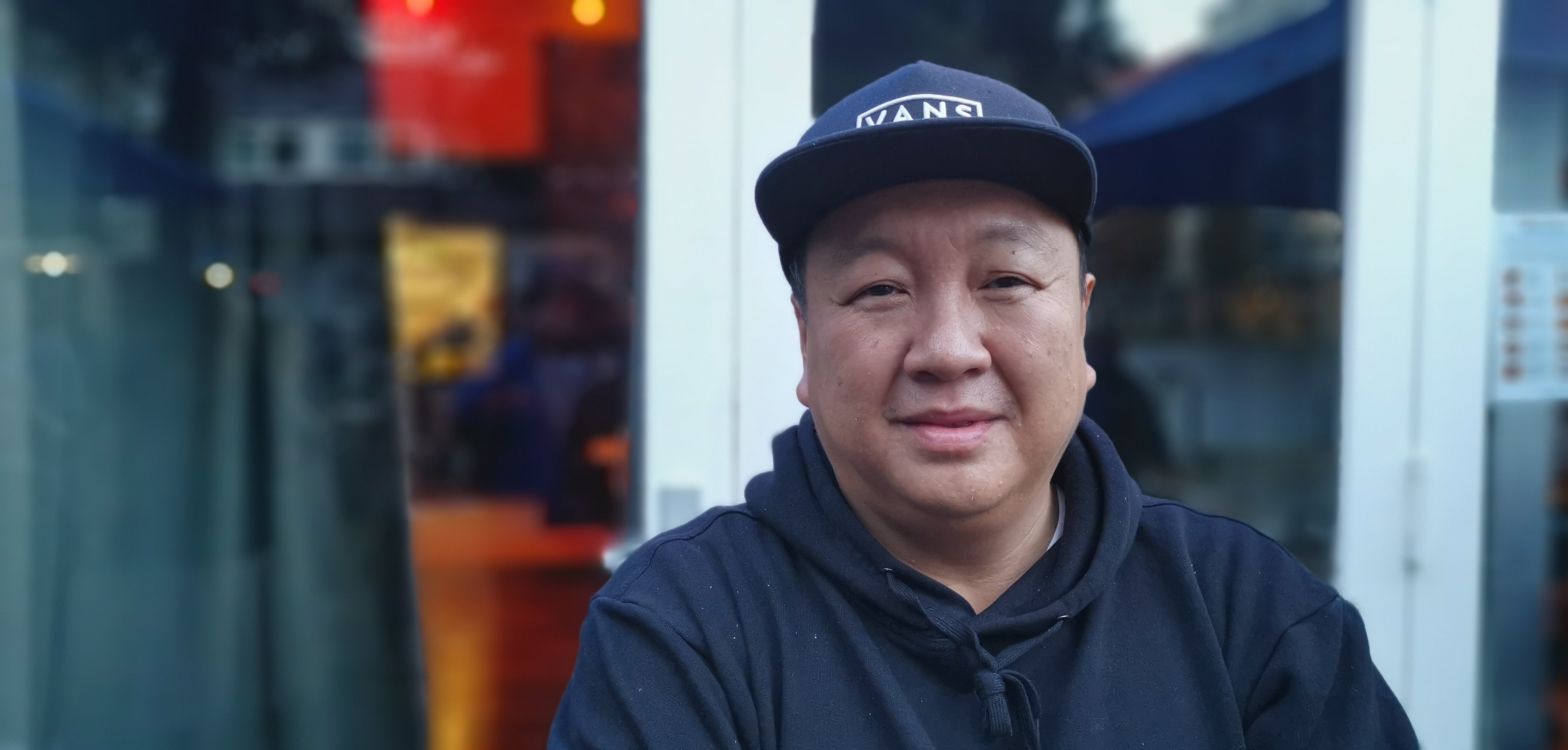
The Duc Ngo

## Episoden
Die Gesamtsieger der einzelnen Sendungen werden im Folgenden im Abschnitt „Köche“ namentlich fett dargestellt.
| # | TV Erstausstrahlung | Köche                      | Tim Mälzer            | Tim Mälzer | Tim Mälzer         | Gegner                  | Gegner | Gegner   |
| # | TV Erstausstrahlung | Köche                      | Länder                | Gericht | Punkte             | Länder                  | Gericht | Punkte   |
| - | ------------------- | -------------------------- | --------------------- | --- | ------------------ | ----------------------- | --- | -------- |
| 1 | 3. Februar 2019     | Tim Mälzer, Ali Güngörmüş  | München               | Kalbsbries auf Kartoffeltarte mit Steinpilzen und Tomatencreme, Schwammerlragout mit Semmelknödeln (nach Karl Ederer) | 6,1/10             | Stockholm               | Geräucherter Steinbutt und Sauerampfer-Eiscreme                                                                                     | 4,5/10   |
| 1 | 3. Februar 2019     | Tim Mälzer, Ali Güngörmüş  | Athen                 | Baklava | 5,8/10             | Graz/Purgstall          | Bluttommerl und Vollkornbrot | 4,6/10   |
| 1 | 3. Februar 2019     | Gesamt                     | 11,9/20               | 11,9/20 | 11,9/20            | 9,1/20                  | 9,1/20 | 9,1/20   |
| 2 | 10. Februar 2019    | Tim Mälzer, Max Stiegl     | Gradiška              | Bumbar mit Salat und Kaymak                                                                                           | 4,7/10             | Berlin                  | Tempura Fish Bun + Phở bò (nach The Duc Ngo)                                                                                        | 4,3/10   |
| 2 | 10. Februar 2019    | Tim Mälzer, Max Stiegl     | Murska Sobota         | Prekmurska Gibanica und Gulasch aus Schweinefüßen 1                                                                   | 9,7:2/10 = 4,85/10 | New York City           | Matzah Balls in Hühnersuppe mit Krautsalat und sauren Gurken                                                                        | 3,6/10 2 |
| 2 | 10. Februar 2019    | Gesamt                     | 9,55/20               | 9,55/20 | 9,55/20            | 7,9/20                  | 7,9/20 | 7,9/20   |
| 3 | 17. Februar 2019    | Tim Mälzer, Lukas Mraz     | Zwolle                | "Sticky" (essbarer Joint) und Blumenkohl mit Kaffeelack, Wildblüten und Kräutern (nach Jonnie Boer)                   | 5,7/10             | Piane di Montegiorgio   | Galantina di pollo | 6,3/10   |
| 3 | 17. Februar 2019    | Tim Mälzer, Lukas Mraz     | Kopenhagen            | Shio Ramen | 4,5/10             | Medellin                | Pazifische Fischplatte | 5,9/10   |
| 3 | 17. Februar 2019    | Gesamt                     | 10,2/20               | 10,2/20 | 10,2/20            | 12,2/20                 | 12,2/20 | 12,2/20  |
| 4 | 24. Februar 2019    | Tim Mälzer, Klaus Erfort   | Lima                  | Combinado: Ceviche Mixto, Chicharrón, Arroz de Marisco, Leche de Tigre                                                | 3,8/10             | Rom                     | Fagotelli Carbonara (nach Heinz Beck)                                                                                               | 3,3/10   |
| 4 | 24. Februar 2019    | Tim Mälzer, Klaus Erfort   | Wingen-sur-Moder      | Taube mit Himbeerküchlein und Bete-Nocken und Kartoffelpüree (nach Jean-Georges Klein und Paul Stradner)              | 7,6/10             | Gradiška 3              | Spanferkel mit Fladenbrot und Kaymak mit Frühlingszwiebeln                                                                          | 7,2/10   |
| 4 | 24. Februar 2019    | Gesamt                     | 11,4/20               | 11,4/20 | 11,4/20            | 10,5/20                 | 10,5/20 | 10,5/20  |
| 5 | 3. März 2019        | Tim Mälzer, Tanja Grandits | Graz                  | Stör mit Karpfenmilch, Klachelsuppe und Breinwurst                                                                    | 6,0/10             | Braga/Torre de Moncorvo | Arroz de Pato | 5,7/10   |
| 5 | 3. März 2019        | Tim Mälzer, Tanja Grandits | Port de Sóller        | Sabich auf Focaccia mit Popcornfalafel und Mirin-Ponzu-Creme (nach Haya Molcho) 4                                     | 6,8/10             | Flensburg               | Backfisch mit Dorsch und selbstgemachter dänischer Remoulade und Lachsschnecke mit Sahnemeerrettich sowie Brathering mit Zwiebeln   | 6,0/10   |
| 5 | 3. März 2019        | Gesamt                     | 12,8/20               | 12,8/20 | 12,8/20            | 11,7/20                 | 11,7/20 | 11,7/20  |
| 6 | 10. März 2019       | Tim Mälzer, Max Strohe     | Heraklion             | Kretische Essigwurst mit Bohnen                                                                                       | 5,2/10             | Baku                    | Shah Plov (Pilaw im Brotteig) | 5,1/10   |
| 6 | 10. März 2019       | Tim Mälzer, Max Strohe     | Scheidegg             | Allgäuer Krautkrapfen und Kässpätzle (nach Markus Stöckeler im Gasthaus zum Hirschen) 5                               | 5,8/10             | Tintagel                | Lammasado mit Labaneh, Pita und S-chug-Würzpaste                                                                                    | 6,1/10   |
| 6 | 10. März 2019       | Gesamt                     | 11,0/20               | 11,0/20 | 11,0/20            | 11,2/20                 | 11,2/20 | 11,2/20  |
| 7 | 17. März 2019       | Tim Mälzer, Tim Raue       | Amsterdam             | Zucker-Karotte mit Passionsfrucht-Espuma und Sorbet                                                                   | 6,7/10             | Isili (auf Sardinien)   | Lasagne di Pane Carasau | 4,3/10   |
| 7 | 17. März 2019       | Tim Mälzer, Tim Raue       | Meßkirch/Campus Galli | Linsensuppe, Dennetle mit Speck, Honigkuchen                                                                          | 4,4/10             | Berlin                  | Auberginenröllchen mit Kräuterbaguette und Asia-Hähnchen mit Duftreis, Kokos und Tomatenchutney sowie Milchreis mit heißen Kirschen | 7,1/10   |
| 7 | 17. März 2019       | Gesamt                     | 11,1/20               | 11,1/20 | 11,1/20            | 11,4/20                 | 11,4/20 | 11,4/20  |

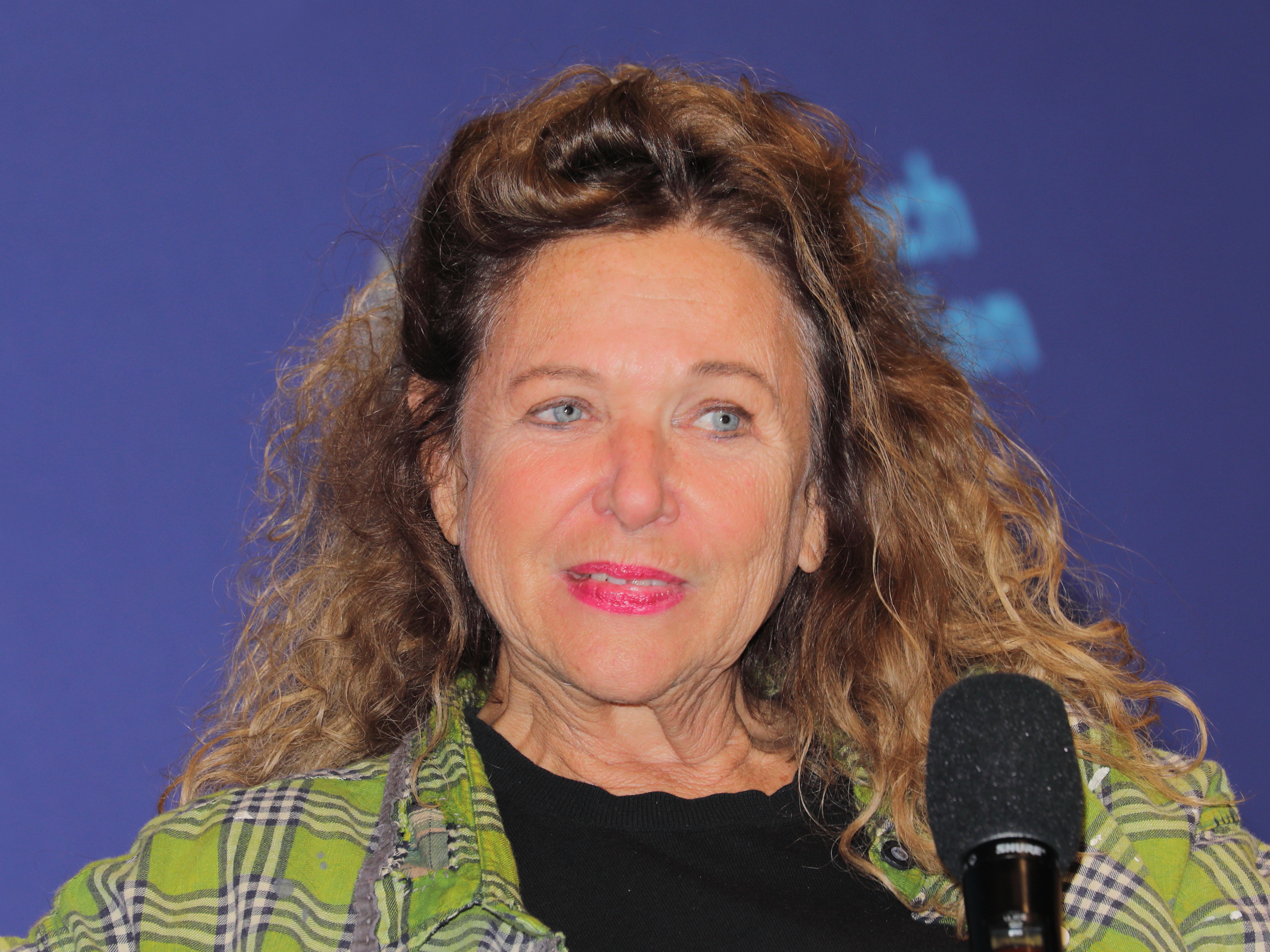
Haya Molcho
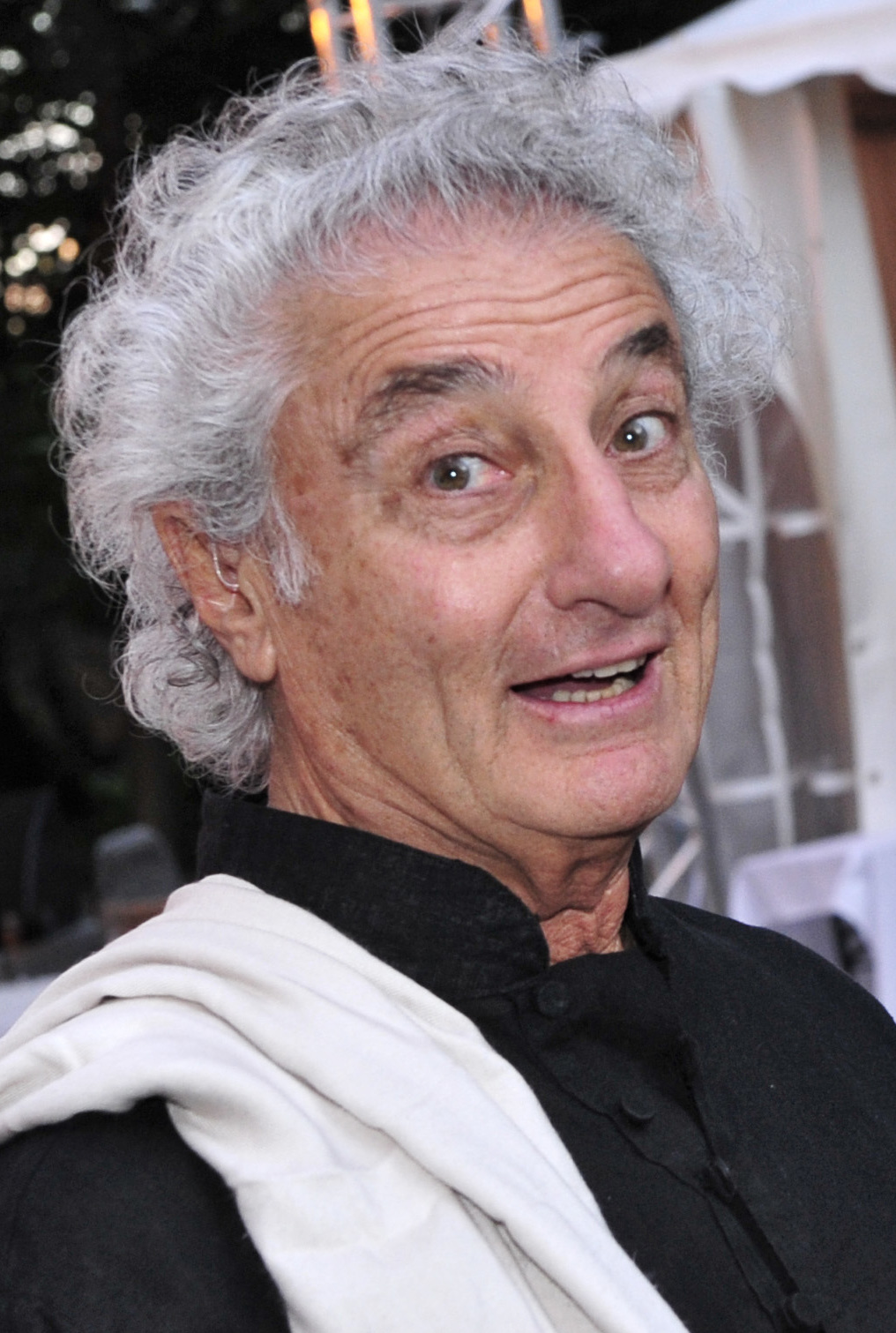
Samy Molcho
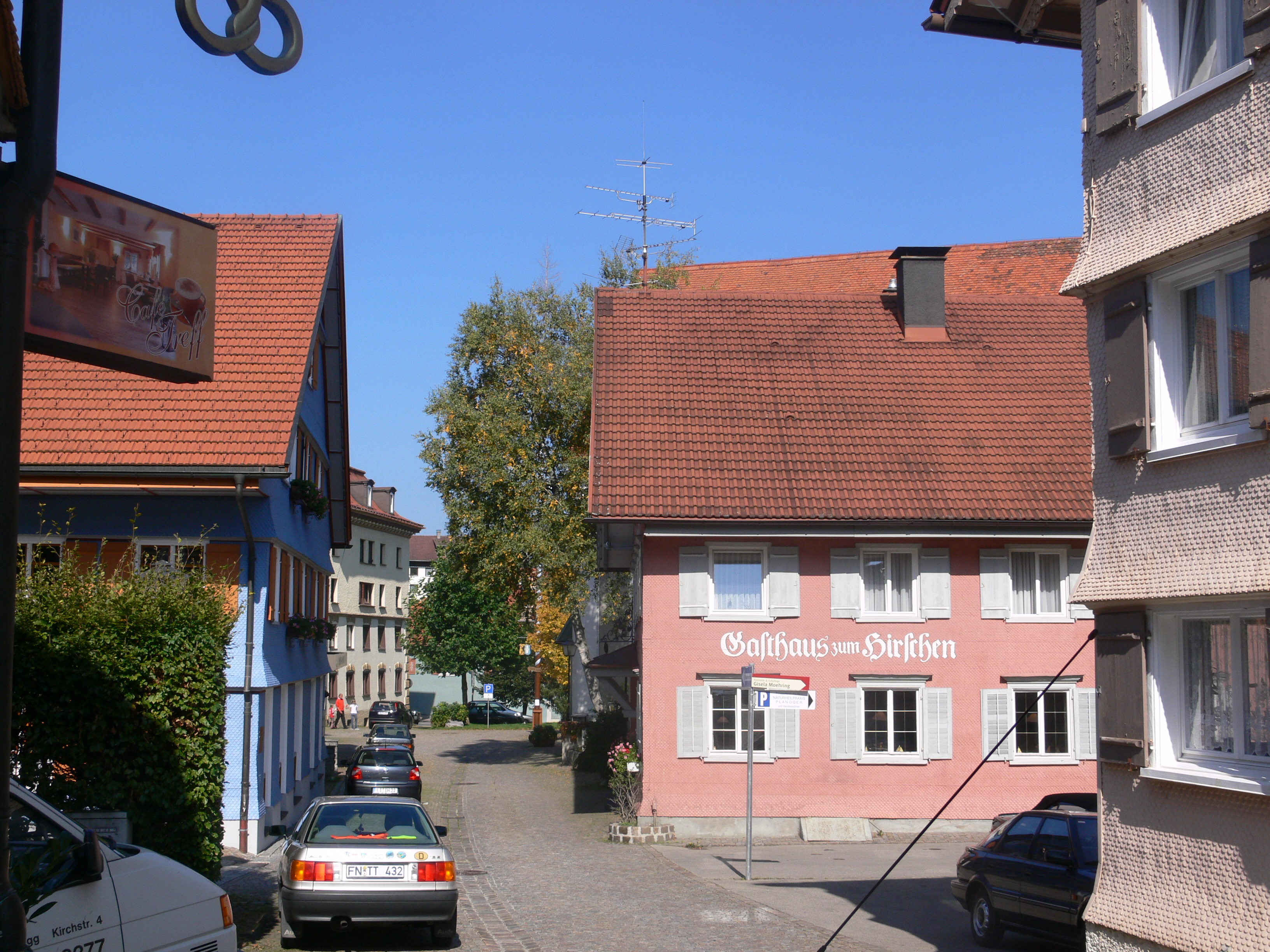
Gasthaus zum Hirschen
Andreas Caminada

## Einschaltquoten
| Folge | TV Erstausstrahlung | Zuschauer Gesamt | Zuschauer 14 bis 49 Jahre | Quote Gesamt | Quote 14 bis 49 Jahre | Quellen       |
| ----- | ------------------- | ---------------- | ------------------------- | ------------ | --------------------- | ------------- |
| 1     | 3. Februar 2019     | 1,91 Mio.        | 1,26 Mio.                 | keine Angabe | 12,7 %                | [ 23 ] [ 24 ] |
| 2     | 10. Februar 2019    | 1,59 Mio.        | 1,0 Mio.                  | keine Angabe | 10,5 %                | [ 25 ] [ 26 ] |
| 3     | 17. Februar 2019    | 1,86 Mio.        | 1,22 Mio.                 | 6,7 %        | 13,3 %                | [ 27 ]        |
| 4     | 24. Februar 2019    | 1,56 Mio.        | 0,97 Mio.                 | keine Angabe | 10,9 %                | [ 28 ] [ 29 ] |
| 5     | 3. März 2019        | 1,89 Mio.        | 1,21 Mio.                 | 6,7 %        | 13,4 %                | [ 30 ]        |
| 6     | 10. März 2019       | 1,84 Mio.        | keine Angabe              | 6,5 %        | 13,3 %                | [ 31 ] [ 32 ] |
| 7     | 17. März 2019       | 1,93 Mio.        | keine Angabe              | keine Angabe | 13,7 %                | [ 33 ]        |